# Ajalsopeli (Sujumi)
Ajalsopeli (en georgiano: ახალსოფელი; en ruso: Ахалсопел) es una aldea que pertenece a la parcialmente reconocida República de Abjasia, parte del distrito de Sujumi, aunque de iure pertenece al municipio de Sojumi de la República Autónoma de Abjasia de Georgia.

## Toponimia
El pueblo se conocía hasta el 14 de abril de 1943 como Neudorf (en georgiano: ნაიდორფი). 

## Geografía
Ajalsopeli se encuentra en la margen derecha del río Kelasuri, a 8 km de Sujumi. Las aldea se administra desde el pueblo de Dziguta.  

## Historia
La mayoría de la población nativa abjasia fue expulsada en el Muhayir o genocidio circasiano que ocurrió tras la guerra ruso-circasiana. El pueblo quedó casi desierto e inmigrantes procedentes de Alemania se trasladaron aquí en 1878, denominando al asentamiento Neudorf. Poco tiempo después llegaron familias armenias aquí procedentes de Ordu, Trebisonda y Janik, en la actual Turquía.
Hasta la guerra de Abjasia, Ajalsopeli y no Dziguta fue el centro administrativo local.

## Demografía
La evolución demográfica de Ajalsopeli entre 1959 y 1989 fue la siguiente:
| 794                                                 | 864 |
| (Fuente: Population of Abkhazia since Soviet times) |     |

Antes de la guerra de Abjasia, la mayoría de la población local eran armenios, con minorías de georgianos y estonios.

## Economía
Los habitantes se dedican al cultivo de tabaco, maíz, té, cítricos, hortalizas y cría de animales.   

## Infraestructura

### Educación
El pueblo tenía una escuela secundaria armenia y un centro cultural.  